# Anthelia gracilis
Anthelia gracilis is een zachte koraalsoort uit de familie Xeniidae. De koraalsoort komt uit het geslacht Anthelia. Anthelia gracilis werd in 1898 voor het eerst wetenschappelijk beschreven door May. 